# Kui állomás
Kui (Guui) állomás a szöuli metró 2-es vonalának egyik állomása Szöul Kvangdzsin-ku (Gwangjin-gu) kerületében. 1980-ban nyílt meg.

## Viszonylatok
| 2-es vonal                                           | 2-es vonal | 2-es vonal                                                            |
| ---------------------------------------------------- | ---------- | --------------------------------------------------------------------- |
| Konguk (Konkuk) Egyetem (külső oldal) Városháza felé | fő vonal   | Kangbjon (Gangbyeon) (belső oldal) Cshungdzsongno (Chungjeongno) felé |